# Lasse Christiansson
Lasse Christiansson, född 1564 i Örebro, död 27 december 1612 i Jönköping, var en svensk ståthållare och befallningsman.
Lasse Christianssons föräldrar är inte kända, men enligt en senare uppgift var Tjälvesta hans arvejord. Från 1587 var han anställd i hertig Karls kansli och har efterlämnat en del korta almanacksanteckningar för vissa år. En del av uppgifterna där har betydelse som källmaterial då hertigens egna almanacksanteckningar saknas för åren 1598–1603. Han följde bland annat hertigen under hans resa till Finland och Estland under den perioden. Åtminstone från 1595 var han hertig Karls sekreterare. 
Lasse Christiansson sändes 1601 tillsammans med Jöran Johansson (Rosenhane) till Dalarna för att minska oron bland allmogen, och 1602 skickades han till Kopparberget på hertig Karls uppdrag. 1603–1607 var Lasse Christiansson befallningsman över alla kronans silver- och kopparbruk i Väsby län, Dalarna, Nederbergslagen och Gästrikland. Hans avsättning från posten kom sig av missnöjde från hertig Karl som i ett brev anklagade honom för att ha låtit hyttorna stå stilla. Enligt en samtida källa skall han i samband med avsättningen även ha fängslats tillsammans Peter von Benningen som var bergsfogde. En båtsman skall ha huggit av Lasse Christianssons hand utan att straffas och all hans egendom skall ha dragits in till kronan. 
1609 hade han dock tagits till nåder och utsågs tillsammans med Erik Månsson (Ulfsparre) till ståthållare på Jönköpings slott. Enligt en uppgift skall han dödats i striderna om Kalmar 1611 men han hustru skriver i en anteckning att han avled i Jönköping efter två veckors sjukdom nästan två veckor efter att Kalmar slott fallit. Han gravsten finns i Kristine kyrka i Jönköping.